# Mlaj (drevo)
Mlaj je visoka smreka ali jelka z obeljenim deblom in zelenim vrhom, postavljena za okras.
Okrašen je največkrat z zastavo ali kakšnim drugim znakom, v Sloveniji tudi z vencem in pisanimi trakovi.
Največkrat se mlaj postavlja ob prvem maju ali ob kakšni drugi slovesnosti, zadnja leta tudi ob praznovanjih rojstnih dnevov.
Drugod po svetu postavjajo drugačne mlaje ob praznovanjih, povezanih s predkrščanskimi obredi ob nastopu pomladi, kakršni so bili v navadi tudi npr. pri starih Slovanih in starovercih.

## Po svetu

### Italija
V nekaterih delih Italije, na primer v Benečiji, Furlaniji, Umbriji in Markah, je mogoče najti tradicijo postavljanja maja. V zadnji od teh regij tradicija sega v čas napoleonskih kampanj, ko je drevo svobode (arbre de la liberté), simbol francoske revolucije, prispelo v Italijo. Drevesa svobode so bila postavljena v južnem delu regije v Ripatransonu in Ascoliju Piceno. Leta 1889 se je v Parizu ob stoletnici francoske revolucije in na svetovni razstavi Exposition Universelle sestal prvi kongres Druge internacionale. Predlog Raymonda Lavigneja je pozval k mednarodnim demonstracijam ob obletnici protestov v Chicagu leta 1890. Po uvedbi mednarodnega delavskega praznika je obred majev v južnem delu regije Marche postal socialistični obred. Na vrhu drevesa (topola) se je pojavila rdeča zastava. V drugi polovici 20. stoletja je obred postavljanja maja v okolici Ascolija ostal obred praznovanja pomladi, vendar je postal tudi politični simbol kmečkega gibanja (mezzadri), ki se je borilo proti zemljiškim posestnikom za dostojne življenjske razmere. Vsako leto, še danes, se v noči na 30. april v številnih vaseh območja, kot so Appignano del Tronto, Arquata del Tronto, Ascoli Piceno, Castorano, Castignano, Castel di Lama, Colli del Tronto, Grottammare, Monsampolo del Tronto, Porchia (Montalto Marche), Monteprandone, Offida, Rotella, Spinetoli, San Benedetto del Tronto, prebivalci odrežejo topol, na katerega izobesijo rdečo zastavo, drevo pa postavijo na vaških trgih ali križiščih.
After we've gone to get the pole in thirty or forty people, we placed it like a six month child. We walked in procession with this tree and not even a single leaf had to touch the ground. We had to raise it without making it touch the ground, holding it in our arms like a child. For us it was the saint of the 1st of May— Quirino Marchetti (ancient peasant of San Benedetto del Tronto), 
Enak obred je znan iz Lamona, vasi v Dolomitih v Benečiji, ki je verjetno nastala pred napoleonskim obdobjem. Tu v številnih četrtih in zaselkih postavijo majsko hišo v obliki macesna, ki mu skoraj v celoti odstranijo veje in lubje. Ostanejo le zgornje veje. Običajno je pritrjena rdeča zastava, čeprav so dokazane tudi italijanske zastave ali zastave drugih držav (na primer Kolumbije, Bolivije) ali umetnikov (Bob Marley). Okrog majskega droga se v četrtnih skupnostih in zaselkih organizirajo veselice z glasbo, hrano in alkoholom, ki običajno trajajo do zore 1. maja. Majski stolp se po domače imenuje "Majo" (maj v lokalnem narečju).
1. ↑  »Sull'altopiano di Lamon torna l'antico rituale del Majo«. Corriere delle Alpi (v italijanščini). 28. april 2017.
2. ↑  »Festa del Palo di Maggio« (v italijanščini). Regional Government of Friuli Venezia Giulia. Arhivirano iz prvotnega spletišča dne 3. maja 2014. Pridobljeno 3. maja 2014.
3. ↑  »Alzata del palo di Maggio a San Pellegrino«. Gira Italia (v italijanščini). InItalia.it Srl. Pridobljeno 3. maja 2014.
4. 1 2  Vagnarelli, Gianluca (2012). L'albero di maggio. Memoria e simbolismo politico di un rito laico (v italijanščini). ISML Ascoli Piceno.